# Фишналлер, Роланд
Ро́ланд Фишна́ллер (нем. Roland Fischnaller, род. 19 сентября 1980 года, Брессаноне, Италия) — итальянский сноубордист, выступает в параллельном гигантском слаломе и параллельном слаломе. Двукратный чемпион мира 2015 и 2025 годов в параллельных дисциплинах. Обладатель Кубка мира по сноуборду в параллельных дисциплинах 2019/20.
Все свои семь медалей на чемпионатах мира завоевал уже после 30-летия. Участник шести подряд зимних Олимпийских игр (2002, 2006, 2010, 2014, 2018, 2022) и 13 подряд чемпионатов мира (2001—2025). Ближе всего к олимпийской награде Фишналлер был на своих шестых Играх: в Пекине он дошёл до полуфинала, но сначала уступил Бенджамину Карлу, а в заезде за третье место — Вику Уайлду.
На чемпионате мира 2019 года в США Роланд сумел дойти до финала в параллельном слаломе, в котором уступил россиянину Дмитрию Логинову. На чемпионате мира 2021 года 40-летний Фишналлер дошёл до финала параллельного гигантского слалома, где вновь уступил Дмитрию Логинову. В 2025 году 44-летний Фишналлер выиграл золото чемпионата мира в параллельном гигантском слаломе.
Дебютировал в Кубке мира 1 марта 1997 года в возрасте 16 лет. В Кубке мира впервые попал в тройку лучших на этапе в Берхтесгадене в параллельном слаломе 9 февраля 2001 года. Первую победу в Кубке мира одержал 11 ноября 2010 года в Италии в параллельном слаломе. Всего по состоянию на 1 марта 2021 года 42 раза поднимался на подиум на этапах Кубка мира, в том числе одержав 19 побед (10 — параллельный слалом, 9 — параллельный гигантский слалом).

## Результаты на крупнейших соревнованиях

### Зимние Олимпийские игры
| Олимпийские игры    | Параллельный гигантский слалом | Параллельный слалом |
| ------------------- | ------------------------------ | ------------------- |
| 2002 Солт-Лейк-Сити | 19                             | н/д                 |
| 2006 Турин          | 13                             | н/д                 |
| 2010 Ванкувер       | 18                             | н/д                 |
| 2014 Coчи           | 18                             | 8                   |
| 2018 Пхёнчхан       | 7                              | н/д                 |
| 2022 Пекин          | 4                              | н/д                 |

### Чемпионаты мира
| Чемпионат мира           | Параллельный гигантский слалом | Параллельный слалом | Командный паралл. слалом |
| ------------------------ | ------------------------------ | ------------------- | ------------------------ |
| 2001 Мадонна-ди-Кампильо | 14                             | 32                  | н/д                      |
| 2003 Крайшберг           | —                              | 24                  | н/д                      |
| 2005 Уистлер             | 39                             | 19                  | н/д                      |
| 2007 Ароза               | 15                             | 6                   | н/д                      |
| 2009 Канвондо            | 19                             | 15                  | н/д                      |
| 2011 Ла-Молина           | 3                              | 5                   | н/д                      |
| 2013 Стоунхэм            | 2                              | 3                   | н/д                      |
| 2015 Крайшберг           | 22                             | 1                   | н/д                      |
| 2017 Сьерра-Невада       | —                              | 9                   | н/д                      |
| 2019 Парк-Сити           | 18                             | 2                   | н/д                      |
| 2021 Рогла               | 2                              | —                   | н/д                      |
| 2023 Бакуриани           | 18                             | —                   | —                        |
| 2025 Энгадин             | 1                              | —                   | —                        |